# 第百三十六号哨戒特務艇
第百三十六号哨戒特務艇（だいひゃくさんじゅうろくごうしょうかいとくむてい）は、日本海軍の特務艇（哨戒特務艇）。第一号型哨戒特務艇の54番艇。太平洋戦争の終戦時に残存し、戦後は所属と艇名を変えながら一貫して掃海に従事した。

## 艇歴
マル戦計画の特務艇、第2121号艦型の136番艇、仮称艦名第2256号艦として計画。1944年11月5日、第百三十六号哨戒特務艇と命名されて第一号型哨戒特務艇の51番艇に定められ、本籍を呉鎮守府と仮定。1945年3月21日、船体概成により株式会社四国船渠工業所から呉海軍工廠へ引き渡し。6月5日竣工し、本籍を呉鎮守府に定められ、佐伯防備隊に編入。
終戦時は佐伯に所在していたが艇橋を喪失した状態だった。戦後は掃海に従事。11月30日、海軍省の廃止に伴い除籍。
1945年12月1日、第二復員省の開庁に伴い、呉地方復員局所管の掃海艦に定められ、同局掃海部佐伯支部所属と定められる。また、同日から艦名を哨特第百三十六号としている。1946年5月20日、佐伯支部から除かれ、呉地方復員局掃海部下関支部所属に改められる。
1946年6月15日、復員庁の開庁に伴い、所属を下関掃海部に改められる。
1948年1月1日、復員庁が廃止され、運輸省に移管。5月1日、海上保安庁に編入され掃海船MS-22となる。8月20日、船名を哨特第一三六号 MS-22に定められる。朝鮮戦争の際、本船は日本特別掃海隊第4掃海隊に配されたが、本船の第4掃海隊での掃海作業は無かった。11月2日、第2掃海隊に編入され、11月7日から12月8日にかけて鎮南浦沖の掃海に従事した。1951年12月1日、船名をひめしま MS-22に改正。1952年3月24日、父島二見港に残存する約200個の感応機雷を処分するため、本船ほか3隻で特別掃海隊を編成し、訓練ののち4月19日から二見港で掃海を実施。4月26日、本艇は舵故障を起すが整備を行って復帰し、5月4日に掃海を終了した。
1952年8月1日、保安庁警備隊に移管され、第二幕僚監部西部航路啓開隊大阪航路啓開隊第5掃海隊に編入。1954年1月15日、横須賀地方総監部呉地方基地隊大阪基地隊第5掃海隊に編入。
1954年7月1日、保安庁警備隊は海上自衛隊に改組。掃海艇となる。呉地方総監部大阪基地隊第5掃海隊に編入。1957年9月1日、艇番号をMSI-682に改正。1961年3月31日、支援船に編入され船名を掃海雑船19号 YAM-19に改正。1962年3月31日、海上自衛隊から除籍された。
本艇の船体は2年間、大阪府の天保山運河に繋留されていたが、民間に払い下げられて1964年に日本ディーゼル造船所で貨物船への改造工事が始まった。しかし工事中に台風のため船台上で横転してしまい、貨物船への改造は中止された。船体は1969年頃から木津川でポンツーンとして利用された。